# Biorę wdech (hikikomori)
biorę wdech (hikikomori) – drugi album studyjny polskiej piosenkarki Bryski. Wydawnictwo ukazało się 24 listopada 2023 nakładem wytwórni muzycznej Magic Records. 

## Lista utwórów
1. „Echo”
2. „Diamonds”
3. „Matrix"
4. „Sad Face"
5. „Mustang (ze stolicy)"
6. „Hikikomori"
7. „Niezapominajka"
8. „Miss Americana"
9. „Running"
10. „California Boy (jjjerk)"
11. „Carrie"
12. „Carpe Diem"
13. „Bambi"
14. „Kupidyn"
15. „Obca"